# 粟野 (鎌ケ谷市)
粟野（あわの）は千葉県鎌ケ谷市の地名。郵便番号は273-0132。

## 地理
鎌ケ谷市の北部に位置する。北側は南佐津間・佐津間及びその飛地、松戸市六実、東側は軽井沢及び柏市藤ヶ谷の飛地、南側は新鎌ケ谷・北初富・初富及びその飛地、西側は初富・串崎新田・佐津間の飛地と隣接している。

## 世帯数と人口
2017年（平成29年）11月1日現在の世帯数と人口は以下の通りである。
| 大字 | 世帯数  | 人口    |
| ---- | ------- | ------- |
| 粟野 | 845世帯 | 1,901人 |

## 小・中学校の学区
市立小・中学校に通う場合、学区は以下の通りとなる。
| 番地                     | 小学校                 | 中学校                 |
| ------------------------ | ---------------------- | ---------------------- |
| 28番地                   | 鎌ケ谷市立五本松小学校 | 鎌ケ谷市立鎌ケ谷中学校 |
| 29～40番地               | 鎌ケ谷市立五本松小学校 | 鎌ケ谷市立五本松小学校 |
| 41～425番地 539～844番地 | 鎌ケ谷市立北部小学校   | 鎌ケ谷市立第三中学校   |
| 426～538番地             | 鎌ケ谷市立西部小学校   | 鎌ケ谷市立第三中学校   |

## 交通
町の中央を千葉県道8号船橋我孫子線が南北に縦貫しており、その西側を東武野田線（東武アーバンパークライン）が並走している。南側は国道464号や北総鉄道北総線が通るが鉄道駅はおかれていない。最寄駅は新鎌ヶ谷駅もしくは六実駅である。

## 施設
- 海上自衛隊下総航空基地 - 敷地の一部、滑走路南端及びその周囲が地内にあたる。
- 鎌ケ谷市粟野コミュニティセンター
- 粟野青年館
- 鎌ケ谷市立第三中学校
- 鎌ケ谷市立北部小学校
- 鎌ケ谷市立粟野保育園
- 鎌ヶ谷みどり幼稚園
- 東邦鎌谷病院
- 幸豊苑 - 老人ホーム
- 鎌ケ谷霊園
- 鎌ヶ谷浄苑
- 八坂神社